# Planetal
Planetal är en kommun i östra Tyskland, belägen i Landkreis Potsdam-Mittelmark i det tyska förbundslandet Brandenburg, sydost om distriktshuvudorten Bad Belzig. Kommunen ingår i kommunalförbundet Amt Niemegk tillsammans med kommunerna Mühlenfliess, Niemegk och Rabenstein/Fläming.
Planetals kommun bildades 2002 genom sammanslutning av de tidigare kommunerna Dahnsdorf, Kranepuhl, Mörz och Locktow.

## Geografi
Kommunen ligger i norra delen av landskapet Fläming i västra Brandenburg. Den har sitt namn efter floden Plane som rinner genom kommunen i nordostlig riktning.

## Orter och administrativ indelning
De mindre orterna Dahnsdorf, Kranepuhl, Mörz samt Locktow med Ziezow utgör administrativa kommundelar (Ortsteile) i kommunen Planebruch.

## Kommunikationer
Genom kommunen går Bundesstrasse 102 på vägen mellan Bad Belzig och Niemegk. Järnvägslinjen genom kommunen är idag nedlagd. I kommunen finns även ett mindre flygfält för sportflyg.